# BACHLOGIC
BACHLOGIC（バックロジック、1979年 - ）は、日本の音楽プロデューサー。また、ラッパーやシンガーとしても多数の作品に参加し、「BACHLOGIC」「鋼田テフロン」「BL」「H.TEFLON」などの名義を参加楽曲ごとに使い分けている。音楽レーベル「ONE YEAR WAR MUSIC」を主宰。

## 来歴
ダンス甲子園の影響により、当時、ダンスが近所で盛んに行われたことや、兄がDJを始め、自宅でヒップホップが聴こえてる生活環境だったことなどにより、自然と自身もヒップホップに傾倒していった。当時聴いていたアーティストは日本ではスチャダラパー、海外ではパブリックエネミーなど。
2007年、活動拠点を東京に移す。2009年、「Amebreak AWARD 2009 Amebreak BEST PRODUCERs」に選出。
2010年、BACHLOGICの名前を偽る「BL詐欺」が横行する。数名の偽スタッフと共に、若手女性シンガー等へ詐欺行為を繰り返し、「楽曲アレンジ料」や「ポイント」などを要求する行為が確認されている。このことについてはBACHLOGICとの親交の深いNORIKIYOや4WDなども自身のブログで取り上げ、BACHLOGICの名前を騙ってる人物を名指しで批判している。
2011年12月31日、「Amebreak AWARD 2011 Amebreak BEST PRODUCERs」の第1位に選ばれる。
2012年、「bmr award 2012 producer of the year」に選ばれる。

## ディスコグラフィ

### CD
- 『Re-Make It Black』（2005年）
- 『Music Repair Shop Vol.01 - Vol.06』（2006年）

### MIX CD
- 『THE RED ALBUM』DJ Whoo Kid & BACHLOGIC名義
- 『Focus Of Street's Attention Chapter.15 [F.O.S.A. Chapter.15]』（2007年）

### アナログ
- 『MO BETTER EP 003』（Origi-No-Records）（2007年）

## 参加楽曲
- DOBERMAN INC
  - 「BACHLOGIC'S CALL」〜「Fivestar Liners」
  - 「アンダープレッシャー」
  - 「Award Tour In A Box」
  - 「トライアンフ」
  - 「Rocky Road」
  - 「Conversation Piece」
- D-ST.ENT.
  - 「ROCKIN' ADAMS FAMILY feat. 4WD, JAZZY BLAZE, NORISIAM-X & BACHLOGIC」
  - 「F**k U 2004 feat. DOBERMAN INC & BACHLOGIC」
  - 「B.A.D LOGIC」
- 4WD
  - 「Higher Ground」
  - 「WORLD'S END feat. SEEDA & 鋼田テフロン」
  - 「LIKE A ROLLING STONE」
  - 「DON'T CARE」
  - 「LIKE A ROLLING STONE (REMIX) feat. MIKRIS, KGE THE SHADOWMEN & BACHLOGIC」
- Full Of Harmony
  - 「another world」
- SEEDA
  - 「不定職者」
  - 「Daydreaming」
  - 「HELL'S KITCHEN feat. サイプレス上野 & BACHLOGIC」
  - 「alien me」
  - 「NO ONE BUT US feat. MONDOH, SQUASH SQUAD, S.L.A.C.K., STICKY, HORI, AKLO, NIPPS & 鋼田テフロン」
- EXILE
  - 「Touch The Sky」
- タイプライター
  - 「おかしな奴ら」
- SD JUNKSTA
  - 「みゅーじっくめきも」
- PSG
  - 「2012」
- MIYABI
  - 「Dream」
  - 「Mr.Free」
- SALU
  - 「THE GIRL ON A BOARD」
  - 「TO COME INTO THIS WORLD」
  - 「STAND HARD (REMIX) feat. SIMON, NORIKIYO, AKLO, Y'S & BACHLOGIC」
  - 「Goodtime」
  - 「CHECK 1,2 with "E"qual, MIKRIS & BACHLOGIC」
- MIKRIS
  - 「Umbrella」
- AKLO
  - 「YOUR LANE」
  - 「S.H.O.T. (REMIX)」
  - 「RGTO feat. SALU, 鋼田テフロン & Kダブシャイン」
  - 「Outside The Frame」
  - 「We Go On feat. SALU & 鋼田テフロン」
  - 「RGTO (REMIX) feat. ZORN, 鋼田テフロン & NORIKIYO」
  - 「New Drug」
  - 「Baby Listen Up」
  - 「Ongoing Story」
- NORIKIYO
  - 「ON THE EARTH feat. KYN, Wax & 鋼田テフロン」
  - 「秘密」
  - 「夜に口笛」
  - 「New Drug」
  - 「Baby Listen Up」
- Y'S
  - 「Run Way」
- FRAME & Jazadocument
  - 「Rolling Stone」
- JJJ
  - 「BABE」
- RAU DEF
  - 「Real Talk feat. SKY-HI & 鋼田テフロン」
- KEN THE 390
  - 「五月雨の君に」
- starRo
  - 「HANG OVER feat. KID FRESINO & 鋼田テフロン」
  - 「HANG OVER feat. Sik-K, 鋼田テフロン & ROMderful」
- TOKYO HEALTH CLUB
  - 「NO NINJA TOKYO」
- Kvi Baba
  - 「Stoic feat. Minchanbaby, KLOOZ & BACHLOGIC」
  - 「Rusty Man」
- WILYWNKA
  - 「昼の６時」
- 梅田サイファー
  - 「トラボルタカスタム」
- ZORN
  - 「Honey and Mustard」
  - 「パンケーキ」
- VIGORMAN
  - 「Buster!! feat. Jin Dogg & 鋼田テフロン」
- ELIONE
  - 「One Night」
- テークエム
  - 「Leave My Planet」
  - 「Enemies」
- 5lack
  - 「Change Up feat. ISSUGI & BACHLOGIC」

## 楽曲提供
- AKLO
  - 「RED PILL」
- Crystal Kay
  - 「Superman」
- EXILE
  - 「24karats-type EX-」
    - （作曲：BACHLOGIC、STY）

  - 「GENERATION」
    - （作曲:BACHLOGIC, エリック・リボム）

  - 「MONSTER」（インストゥルメンタル）」
    - （作曲・編曲:BACHLOGIC）

  - 「Each Other's Way 〜旅の途中〜」
    - （作曲：BACHLOGIC,Mats Lie Skare,FASTLANE / 編曲：BACHLOGIC）
- DJ HAZIME
  - 「そして誰もが歌い出す feat. RHYMESTER & PUSHIM」
- GEEK
  - 「Bloods feat. 鎮座DOPENESS (KOCHITOLA HAGURETIC EMCEE'S)」
- JAY'ED
  - 「This Summertime」（作曲:BACHLOGIC,JAY'ED）
  - 「SUNLIGHT」（作曲:BACHLOGIC,JAY'ED）
  - 「Everybody」（作曲:BACHLOGIC,JAY'ED）
- J Soul Brothers
  - 「GENERATION」（作曲:BACHLOGIC, エリック・リボム）
- KREVA
  - 「Nothing」
  - 「I REP feat. DABO, ANARCHY, KREVA」
  - 「王者の休日」
- L-VOKAL
  - 「Laughin'」（作曲:BACHLOGIC）
  - 「I G.A.F.」（作曲:BACHLOGIC）
  - 「表裏一体 feat. VERBAL, JAMOSA」（作曲:BACHLOGIC）
  - 「Keep Laughin'」（作曲:BACHLOGIC）
  - 「SKY 55 feat.EMI MARIA 」（作曲:BACHLOGIC）
  - 「HYPNOTIC」（作曲:BACHLOGIC）
  - 「PRIMARY COLORS feat Spontania, NAO, Micro 」（作曲:BACHLOGIC）
- MINMI
  - 「LOVE SONG」
- NORIKIYO
  - アルバム『OUTLET BLUES』　（全楽曲プロデュース）
  - 「秘密 Feat. H.Teflon」
- OKI from GEEK
  - 「BORN TO BE」（作曲:BACHLOGIC）
  - 「K,Y」（作曲:BACHLOGIC）
  - 「PASS」（作曲:BACHLOGIC）
- OZROSAURUS
  - 「Players' Player feat. KREVA」（作曲:BACHLOGIC, MACCHO, KREVA）
- RHYMESTER
  - 「ONCE AGAIN」（作曲:BACHLOGIC）
  - 「ミスターミステイク」（作曲:BACHLOGIC）
  - 「Walk This Way」（作曲:BACHLOGIC）
  - 「マイクの細道」（作曲:BACHLOGIC）
- SALU
  - 「SWIM IN MY POOL」
  - 「IN MY SHOES」
- SEEDA
  - アルバム「花と雨」（全楽曲プロデュース）
  - 「Son gotta see tomorrow」
  - 「Dear Japan」
  - 「HELL'S KITCHEN」
  - 「alien me」
- SHINGO☆西成
  - 「ゲットーの歌です。 （こんなんどうDEATH!?） -Bach Logic Remix-」
- SWANKY SWIPE
  - 「愚痴か?否か?」（作曲:BACHLOGIC）
- TARO SOUL
  - 「Soul Dreamer」（作曲:BACHLOGIC,TARO SOUL）
  - 「Burn Baby,Burn」（作曲:BACHLOGIC,TARO SOUL）
- w-inds.
  - 「HYBRID DREAM」（作曲:BACHLOGIC,J-SON,SUPREME）
- ZEEBRA
  - 「The Three 16's (The Return) feat. TWIGY & D.L」
  - 「Fighters Anthem Feat. ANARCHY」
- 加藤ミリヤ
  - 「ROSE」
- 黒木メイサ
  - 「Bad Girl (BACHLOGIC Remix)」
- Spontania
  - 「JAM」（作曲:Spontenia,Jeff Miyahara,BACHLOGIC）
- 三代目 J SOUL BROTHERS from EXILE TRIBE
  - 「Go my way」（作曲：BACHLOGIC,エリック・リボム,FAST LANE）
- 西野カナ
  - 「WRONG」
- 般若
  - 「夢の痕」